# Hot Digital Tracks
Hot Digital Tracks («гарячі цифрові треки»)  — чарт американського журналу «Billboard», що визначає популярність пісень, що продаються у цифровому форматі. Цей чарт схожий, але не однаковий з Hot Digital Songs, ремікси й різні версії пісень не беруть в ньому участь.
Hot Digital Tracks був створений в 2003, до 2005 цей чарт не був компонентом «Billboard» Hot 100.